# Курортное (Феодосия)

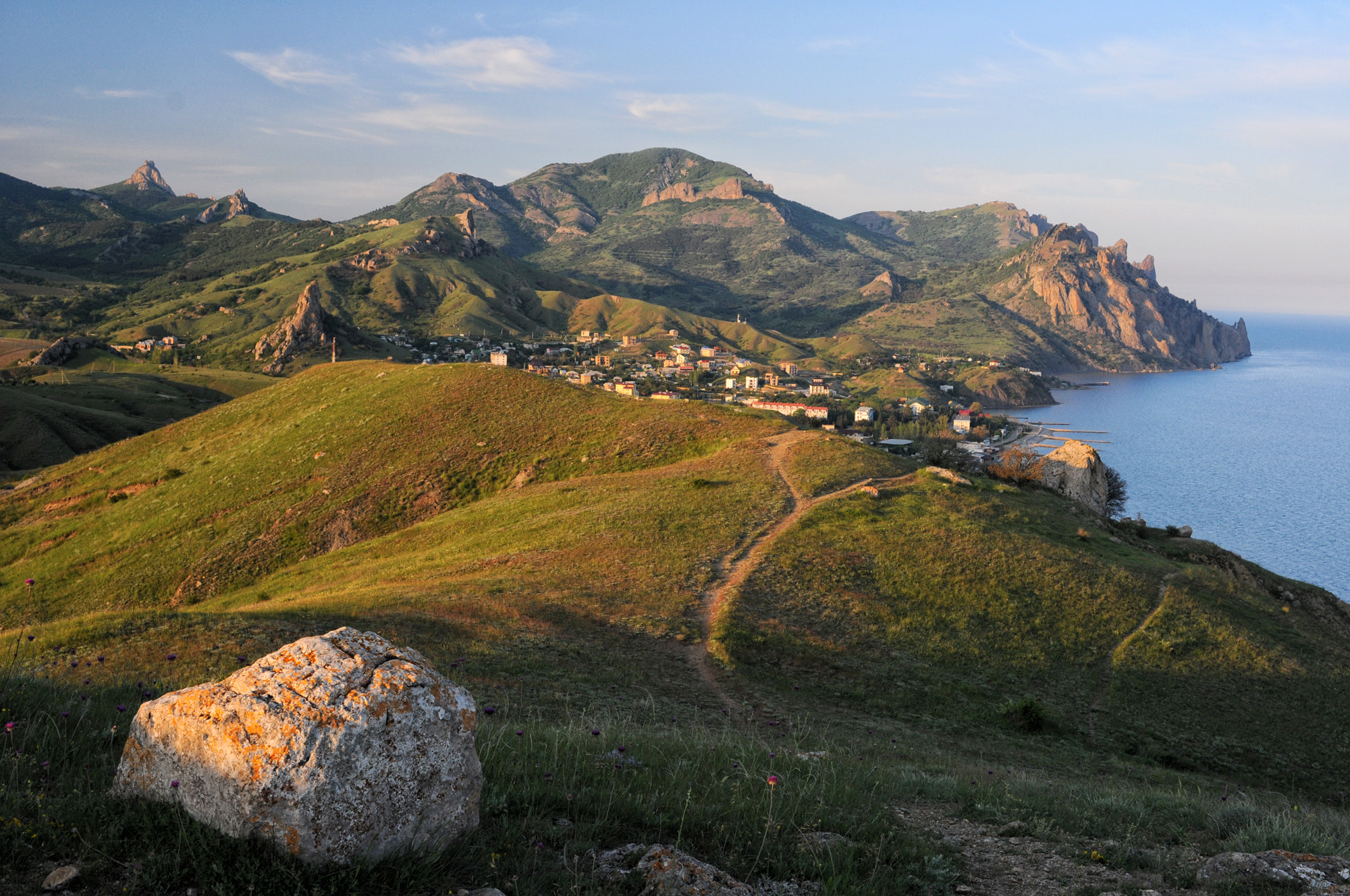
Вид на посёлок Курортное и Кара-Даг с Эчки-Дага

Куро́ртное (укр. Курортне, крымскотат. Aşağı Otuz, Ашагъы Отуз) — посёлок городского типа на юго-восточном побережье Крымского полуострова, у подножия горного массива Кара-Даг. Объект территориальных разногласий. Согласно административно-территориальному делению России — входит в городской округ Феодосия Республики Крым, согласно административно-территориальному делению Украины — в Щебетовский поселковый совет Феодосийского горсовета Автономной Республики Крым.

## Население
| 1979 | 1989 | 2001 | 2009 | 2010 | 2011 | 2012 | 2013 | 2014 |
| ---- | ---- | ---- | ---- | ---- | ---- | ---- | ---- | ---- |
| 1015 | ↘407 | ↘316 | ↗332 | ↘326 | →326 | ↗331 | ↘240 | ↗327 |

Всеукраинская перепись 2001 года показала следующее распределение по носителям языка
| Язык       | Процент |
| ---------- | ------- |
| русский    | 91,46   |
| украинский | 7,59    |
| другие     | 0,32    |

## Современное состояние
На 2018 год в Курортном числится свыше 35 улиц и переулков; на 2009 год, по данным поссовета, село занимало площадь 109 гектаров на которой, в 40 дворах, проживало 358 человек. В посёлке действуют отделение Почты России, фельдшерско-акушерский пункт
В Курортном находится известная Карадагская биостанция. Она создана в 1914 году Т. И. Вяземским, сейчас здесь размещается филиал Института биологии южных морей и работает Карадагский дельфинарий. Здесь же размещается администрация Карадагского природного заповедника. Курортное связано с Феодосией городскими автобусами.

## География
Курортное расположено на берегу Чёрного моря в юго-восточном Крыму, у юго-западного подножия горного массива Кара-Даг, в устье реки Отузка, примерно в 33 километрах (по шоссе) от Феодосии, там же ближайшая железнодорожная станция, высота центра селения над уровнем моря — 12 м. Транспортное сообщение осуществляется по региональной автодороге 35Н-601 Щебетовка — Курортное (по украинской классификации — С-0-10310).

## История

### Калиера
Из материалов археологических разведок и нарративных источников известно, что первой половине XIII века в приморской части долины реки Отузка (на месте современного Курортного) располагалось греческое селение Калиера, входившее в Византийские владения в восточном Крыму, с центром в городе Сугдее, отмеченная практически на всех средневековых морских-портоланах. Пётр Кеппен приводит варианты названия: лат. Calitera на карте 1367 года, лат. Callitra в 1480 году, лат. Calittu — 1487 год, лат. Callistra с портолана 1490 года, лат. Catolica в 1576 году. Эти же варианты приводит Александр Львович Бертье-Делагард. При селении находился византийский Монастырь святого Петра, снабжавшийся водой по водороводу от источника Гяур-Чокрак (он же Гяур-Чешме). 19 ноября 1833 года Кеппен посетил руины монастыря и описал его так
…у монастыря остались стены малые (о чем говорили мне и Коктебельцы)… при монастыре есть источник – чокрак. Место на коем находится монастырь именуется Яур-баг (Сад Неверных)
После захвата в 1365 году Солдайи и её сельской округи селение переходит под власть генуэзцев (в начале 80-х годов XIV века, во время конфликта с Крымским улусом Золотой Орды на незначительный срок возвращается под власть Орды) и окончательно закрепляется за коммуной Каффы после окончания Солхатской войны в 1387 году. В генуэзское время возле селения строится замок Калиера и основывается ещё один греческий монастырь — Святого Георгия Сведений о существовании Калиеры после завоевания генуэзских колоний османскими войсками в 1475 году пока не обнаружено; археологические раскопки провести затруднительно, поскольку памятник полностью перекрывается плотной современной застройкой. В путеводителе Сосногоровой утверждается, что в устье Отузки, судя по средневековым картам, находился венецианский порт Провато, что не соответствует действительности (Провато предполагают в районе посёлка Орджоникидзе).

### Современное село
В конце XVIII века в пределах Курортного, на холме Кордон-Оба (отсюда происходит название, в переводе сторожевой холм), размещалась «Побережная стража Войска Донского»
Началом истории современного посёлка можно считать имение «Карадаг», приобретённое в 1901 году Терентием Ивановичем Вяземским для организации лечебницы. В начале XX века, помимо санатория Вяземского, на побережье также действовал пансион «Берег моря» крупного федосийского предпринимателя Маркса. Возникший курорт стали именовать Нижний Отуз или Приморские Отузы; название связано с наименованием впадающей в этом месте в море реки Отуз и одноимённому селу Отуз (ныне Щебетовка), расположенному в трёх километрах выше по долине реки. В 1907 году Вяземский начал строительство биостанции, которую 23 сентября 1914 года он передал в дар Обществу содействия успехам опытных наук при Московском университете. В 1913—1914 году в здесь строили подвесную канатную дорогу и морской причал для вывоза трассов с Кара-Дага на цементные заводы Новороссийска, завершению чего помешала начавшаяся мировая война.

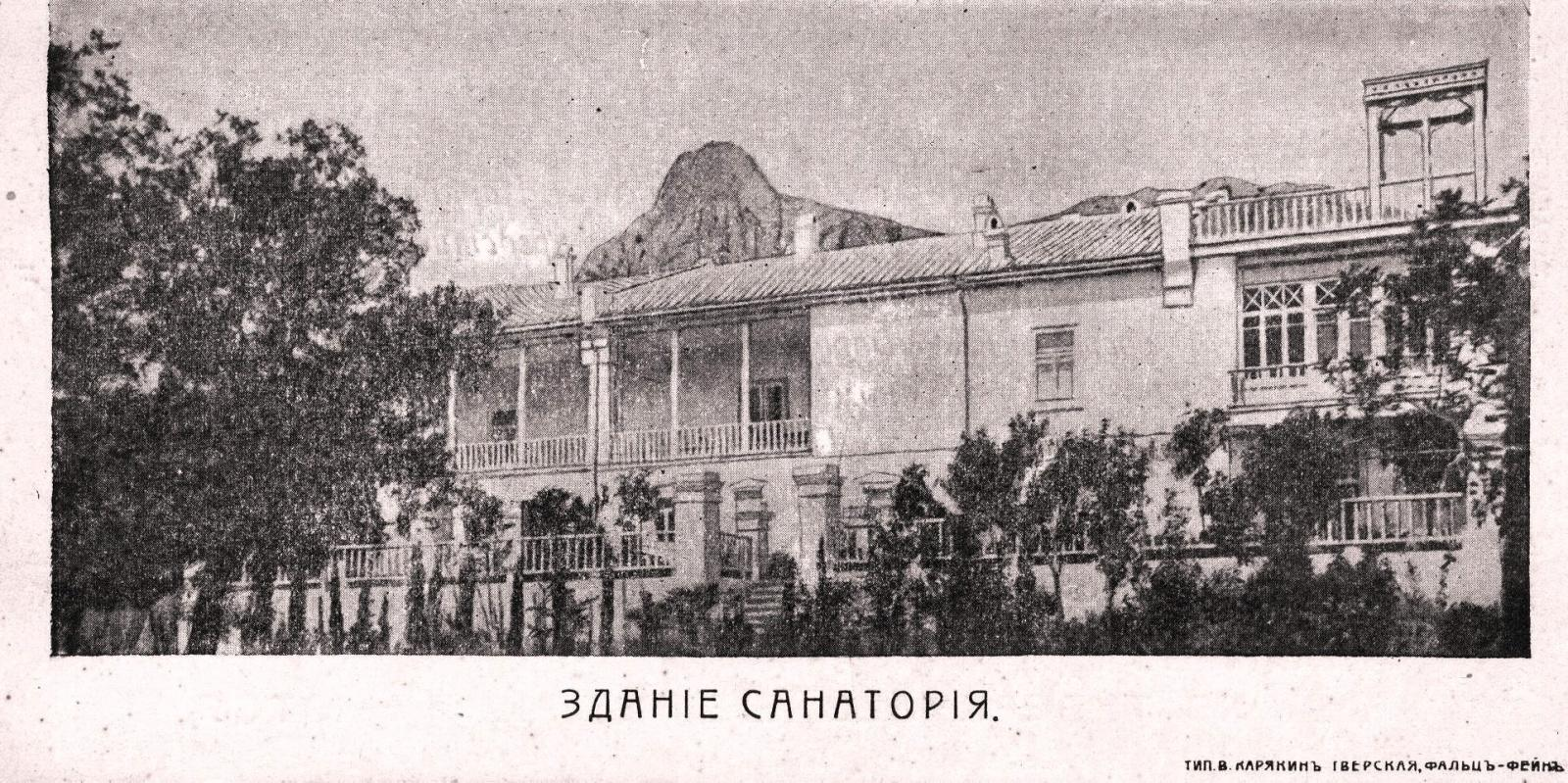
Санатория для нервнобольных Т.И. Вяземского, 1902 год.
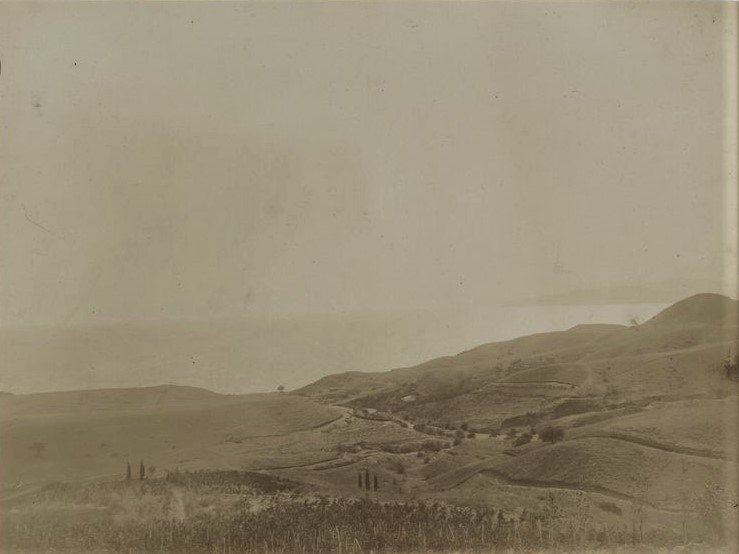
Имение Карадаг Т.И.Вяземского, 1910 год.
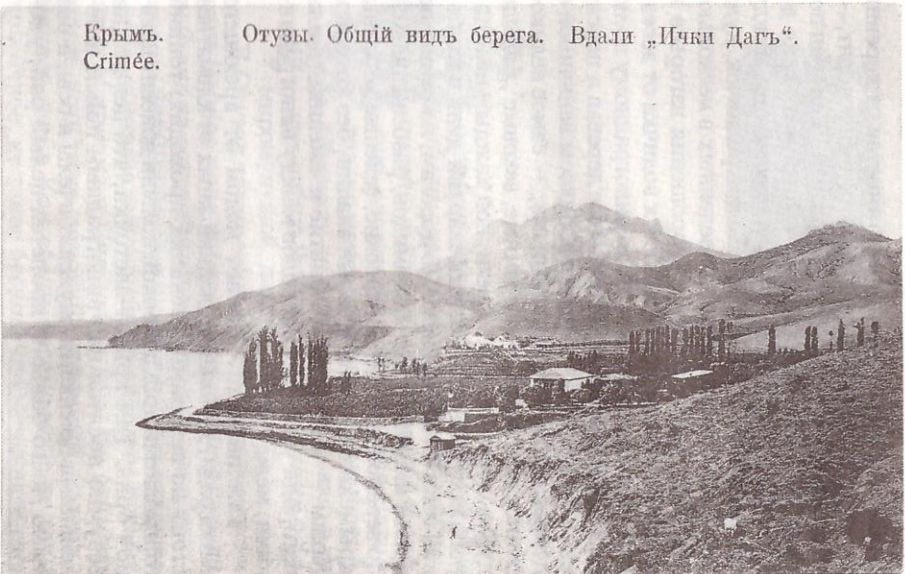
Общий вид побережья, 1910 год.
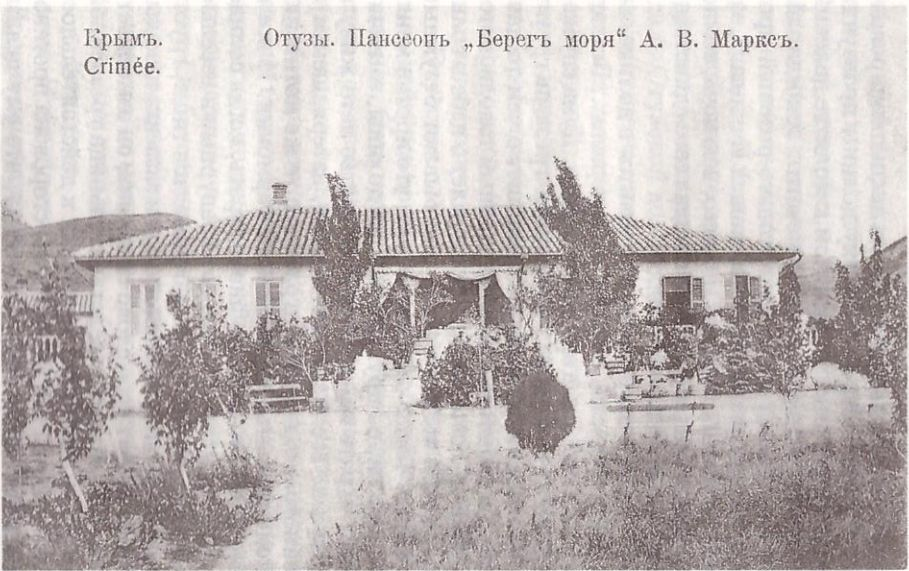
Пансион «Берег моря», 1910 год.

В путеводителе 1929 года «Крым» описывается небольшой посёлок Нижние Отузы на берегу моря, в котором работал дом отдыха Военно-политической академии имени Толмачёва, некоторое количество частных дач, отделение кооператива, кофейня.
К середине 30-х годов XX века в Нижних Отузах был уже дом отдыха Университета трудящихся Востока, а также несколько дач. В 1938 году Университет трудящихся Востока был ликвидирован, а его дом отдыха был передан облздравотделу, который преобразовал дом отдыха в детский санаторий «Отузы» (лечение заболеваний верхних дыхательных путей), санаторий просуществовал до Великой Отечественной войны. После войны на базе санатория был организован пансионат «Крымское Приморье» и название пансионата долгие годы использовалось для именования всего курортного посёлка. В 1959 году началось строительство пионерского лагеря «Коктебель», в 1962 году был построен пионерский лагерь «Солнечный», в 1968 году началось строительство пансионата «Солнечный берег». Время присвоения наименование Курортное и статуса населённого пункта (как и посёлка городского типа впоследствии) пока не установлено: в «Справочнике административно-территориального деления Крымской области на 15 июня 1960 года» село значится в составе Щебетовского сельского совета Судакского района. Указом Президиума Верховного Совета УССР «Об укрупнении сельских районов Крымской области», от 30 декабря 1962 года Судакский район был упразднён и село включили в состав Алуштинского района. 1 января 1965 года, указом Президиума ВС УССР «О внесении изменений в административное районирование УССР — по Крымской области» Курортное предано в состав Феодосийского горсовета. В справочниках административно-территориального деления Крымской области 1968 и 1977 годов в составе Планерского поссовета значится село Курортное — видимо, имелся в виду обсуждаемый посёлок. На картах название впервые появляется в 1989 году. Время передачи в состав Щебетовского поссовета пока не установлено. С 12 февраля 1991 года село в восстановленной Крымской АССР, 26 февраля 1992 года переименованной в Автономную Республику Крым.
С 21 марта 2014 года Курортное в составе Республики Крым России, с 5 июня 2014 года — в Городском округе Феодосия.